# Outworld
Outworld – amerykański zespół grający metal progresywny utworzony w 1997 roku przez gitarzystę Rusty'ego Cooleya. W 2006 ukazała się debiutancka płyta zespołu Outworld. W 2009 zespół został rozwiązany.

## Muzycy
Obecny skład zespołu
- Rusty Cooley − gitara elektryczna
- Shawn Kascak − gitara basowa
- Matt Mckenna − perkusja

Byli członkowie zespołu
- Kelly Carpenter − śpiew (2002-2006)
- Carlos Zema − śpiew (2006-2008)
- Darren Davis − perkusja (1997-2003)
- Brent Marches − gitara basowa (1997-2003)
- Bobby Williamson − instrumenty klawiszowe (1997-2008)
- Stephen Vance − perkusja
- Mikey Lewis − perkusja
- Shane Dubose − gitara basowa
- Jeff Huerta − perkusja

## Dyskografia
- Demo (2004, demo)
- Outworld (2006, album)
- War Cry (2008, singel)
- Promo 2008 (2008, demo)